# Општина Градинари (Караш-Северин)
Градинари (рум. Grădinari) општина је у Румунији у округу Караш-Северин. 
Oпштина се налази на надморској висини од 103 m.